# 美園古墳
美園古墳（みそのこふん）とは、大阪府八尾市美園4丁目に所在した古墳（方墳）。近畿自動車道建設予定地の地下から検出された埋没古墳の遺構の1つであり、墳丘が古墳として最小規模のものでありながら、重要文化財に指定された大型の家形埴輪や壺形埴輪が出土している。

## 概要
1981年（昭和56年）、近畿自動車道建設予定地内の弥生時代前期から中世にかけての複合遺跡である美園遺跡の発掘調査で、古墳時代の遺構面で一辺7.2メートルの、墳丘を削平された方墳の遺構が検出された。墳丘のほとんどを削平され、埋葬主体も検出されなかったが、墳丘を囲む幅2メートルほどの周溝から埴輪類が出土した。

## 家形埴輪と壺形埴輪
埴輪類は精巧な家形埴輪2点と壺形埴輪25点以上で構成されていた。家形埴輪2点は北側周濠コーナー部分より出土しており、1点は入母屋造の高床建物（平面2間×2間）を表現したもので、高さ70センチメートル、棟の最大長75センチメートル、桁行最大長55センチメートル、梁行の最大長45センチメートルであった。外面全体と内部の一部をベンガラで赤く塗布された痕跡がある。内部には床部分とそれより、3.5センチメートル高くしたベッド状施設を設け、外面の4面の中央にはそれぞれ、線刻で盾を描いている。それらの盾には鋸歯文による文様が施されていた。この家形埴輪は、かなり精巧に作られており、当時の首長の住居を忠実に再現している可能性が高いとされる。
もう1点の家形埴輪は切妻造の建物（平面2間×2間）を表現しており、入口が1箇所認められる他は窓が設けられておらず、倉庫を表現していると考えられている。高さ31センチメートル、棟の長さ60センチメートル、桁行最大長は約42センチメートル、梁行最大長は約38センチメートルであった。外面はやはりベンガラで塗布されていた。
壺形埴輪は朝顔形円筒埴輪と類似した形状のものが多く、底部には10センチメートルほどの孔が焼成前からあけられており、当初から壺ではなく埴輪として製作されたものとかんがえられるという。
これらの家形埴輪2個と壺形埴輪の内3点は重要文化財に指定されている（文化庁蔵、大阪府立近つ飛鳥博物館保管）。

## 文化財

### 重要文化財（国指定）
- 家形埴輪2箇・壺形埴輪3箇 大阪府八尾市美園古墳出土（考古資料） - 1995年（平成7年）6月15日指定[3]。